# Adriana del Claro
Adriana del Claro (Curitiba, 12 de janeiro de 1974) é uma atriz, musicista e produtora de teatro. Ficou conhecida pelo seu papel na telenovela Carrossel como Clara Medsen, em 2012 no SBT. Foi casada com o empresário William Crunfli.

## Filmografia

### Televisão
| Ano       | Título          | Papel        | Emissora |
| --------- | --------------- | ------------ | -------- |
| 2006      | Cristal         | Pérola       | SBT      |
| 2007–2008 | Amigas e Rivais | Ana Paula    | SBT      |
| 2012–2013 | Carrossel       | Clara Medsen | SBT      |
| 2013      | Chiquititas     | Marta        | SBT      |

### Cinema
| Ano  | Título       | Papel |
| ---- | ------------ | ----- |
| 2011 | O Madeireiro |       |

### Teatro e musicais
| Ano       | Título                                       | Função                        | Definição |
| --------- | -------------------------------------------- | ----------------------------- | --------- |
| 2015–2016 | Nuvem de Lágrimas                            | Atriz e Produtor(a)           | Musical   |
| 2017–2018 | Carrossel o Musical                          | Produtor(a)                   | Musical   |
| 2017–2018 | Natasha Pierre o Grande Cometa de 1812       | Atriz (Sonya) e Produtor(a)   | Musical   |
| 2018      | Chaves – Um Tributo Musical                  | Produtor(a)                   | Musical   |
| 2022      | Sweeney Todd - O Cruel Barbeiro da Rua Fleet | Produtor(a)                   | Musical   |
| 2023      | Bonnie e Clyde                               | Atriz (Blanche) e Produtor(a) | Musical   |